# Elezioni parlamentari in Montenegro del 2001
Le elezioni parlamentari in Montenegro del 2001 si tennero il 22 aprile.
Esse decretarono la vittoria elettorale della coalizione di Milo Đukanović, ma la crisi politica e l'impossibilità di raggiungere un accordo con gli altri partiti, non avendo ottenuto un numero sufficiente di mandati per formare un governo senza un sostegno esterno, portarono alla ripetizione delle elezioni l'anno successivo.

## Risultati
| Liste                                                             | Voti    | %     | Seggi |
| ----------------------------------------------------------------- | ------- | ----- | ----- |
| La vittoria è del Montenegro - Coalizione Democratica (DPS - SDP) | 153 946 | 42,36 | 36    |
| Insieme per la Jugoslavia (SNP - NS - SNS)                        | 148 513 | 40,87 | 33    |
| Alleanza Liberale del Montenegro                                  | 28 746  | 7,91  | 6     |
| Partito Socialista Popolare del Montenegro                        | 10 702  | 2,94  | –     |
| Partito Radicale Serbo                                            | 4 275   | 1,18  | –     |
| Unione Democratica degli Albanesi                                 | 4 232   | 1,16  | 1     |
| Coalizione Bosniaca Musulmana in Montenegro                       | 4 046   | 1,11  | –     |
| Lega Democratica del Montenegro                                   | 3 570   | 0,98  | –     |
| Altri <0,50%                                                      | 5 374   | 1,48  | –     |
| Totale                                                            | 363 404 | 100   | 72    |